# 数值分析软件
以下是一些数值分析或資料分析的商業软件或開源軟體：

## 商業軟件
- MATLAB：MATLAB是一款由美国The MathWorks公司出品的商业数学软件，其大量的附加工具箱（Toolbox）使得它在眾多领域得到應用。
- Mathematica：Mathematica是由美国沃尔夫勒姆研究公司开发的一款广泛使用的计算软件，拥有强大的数值计算和符号运算能力。
- Maple：Maple是一個通用型的商用計算機代數系統。
- LabVIEW：LabVIEW是由美國國家儀器公司所開發的圖形化程式編譯平台。
- GAUSS：

## 開源軟件
- GNU Octave：GNU Octave是號稱最兼容MATLAB的一款開源軟件。
- Scilab：Scilab是由INRIA為主所開發的一款遵循CeCILL（英语：CeCILL）協議的開源軟件，它具有許多與MATLAB類似的功能。
- FreeMat：FreeMat也是一款開源的数值计算軟件，語法类似于MATLAB和GNU Octave。
- Maxima：Maxima被認為是最適合替代Maple的開源軟件。
- R語言：
- Sage：
- gretl：
- Julia：
- ADMB（英语：ADMB）：